# Hero (альбом Bölzer)
Hero — дебютный студийный альбом швейцарской блэк-дэт-метал-группы Bölzer, выпущенный 25 ноября 2016 года на лейбле Iron Bonehead Productions. Релиз получил положительные оценки от музыкальных критиков. Треки «I Am III» и «Spiritual Athleticism» вышли в качестве синглов. Hero — концептуальный альбом, основанный на скандинавской мифологии и нумерологии.

## История
Bölzer была основана в 2008 году вокалистом и гитаристом Окоем Терри Джонсом (KzR) и барабанщиком Фабианом Виршем (HzR). Дебютный EP Roman Acupuncture, вышедший только в 2012 году, в целом остался незамеченным слушателями и прессой. За ним последовало два EP Aura и Soma, которые сразу привлекли внимание к коллективу и получили крайне положительные отзывы от критиков. В мае 2016 года стало известно, что группа вошла в студию Woodshed Studios для записи своего дебютного полноформатного альбома. 19 мая Окой на странице в Facebook объявил, что запись альбома завершена. 12 сентября того же года вышел первый сингл «I Am III». Джозеф Шафер из Invisible Oranges отметил, что песня отличается от предыдущих работ группы: «Никаких бласт-битов. Никакого гроула. Только чистый стонущий вокал и 10 минут среднетемпового пошатывания, подкреплённого ловкими ударными». Второй сингл «Spiritual Athleticism» дуэт выпустил 25 октября. Окой в интервью заявил, что процесс записи альбома стал «опытом, изменившим жизнь»: «Для меня это относится к использованию чистого пения и этой очень мелодичной концепции, которая была тем, что я долгое время боялся делать». Релиз альбома состоялся 25 ноября 2016 года на лейбле Iron Bonehead Productions.

## Концепция
В интервью журналу Bardo Methodology Окой пояснил концепцию альбома. По его словам, Hero — тематическое объединение двух предыдущих EP группы. Soma был посвящён женским энергиям и касается вопросов плоти. Aura, с другой стороны, был преимущественно мужским и вращался вокруг метафизики. Полноформатный альбом же представляет собой триаду, рассказ в трёх главах, где новорождённый дух прошлых веков выступает в качестве главного героя. Помимо этого, альбом создан на основе сложной нумерологии: «в Hero девять треков, созданных по образцу девятичастной экзистенциальной области в скандинавской мифологии. Он вращается вокруг героического цикла, и моей идеей было связать всё это в концептуальный валькнут. Hero — это сага из шести актов, песни, объединённые в группы по 3 в каждой, с перерывом между ними». На альбоме девять треков, 1, 5 и 9 — короткие интро или аутро-композиции под названиями «Urðr», «Decima» и «Atropos». Как говорит Окой, они отображают богинь судьбы из скандинавской мифологии, называемых Норнами. Каждая Норна представлена треугольником в тематическом валькнуте: «три судьбы предсказывают, что происходит с героем на протяжении всей его жизни, от рождения до смерти».

## Отзывы критиков
| Оценки критиков | Оценки критиков |
| Источник        | Оценка          |
| --------------- | --------------- |
| Exclaim!        | [ 11 ]          |
| metal.de        | [ 12 ]          |
| Metal Hammer    | [ 13 ]          |
| Metal Storm     | [ 14 ]          |
| Rock Hard       | [ 15 ]          |

Альбом получил крайне положительные отзывы от музыкальных критиков. Лиам Годфри из Exclaim! оценил альбом в 8 баллов из 10 и написал, что такие треки как «Phosphor» и «Spiritual Athleticism» демонстрируют, что в наши дни Bölzer — одни из самых талантливых авторов риффов. Он также назвал коллектив «аномальным явлением», так как немногие группы успевают получить признание до выпуска дебютного альбома. Редактор портала metal.de Херр Мёллер поставил альбому 9 баллов из 10. То, как два человека, стоящие за проектом, продолжают писать сложные по структуре риффы и ритмические рисунки и реализовывать их с помощью всего одной гитары и одной ударной установки, он назвал «великолепным кино». Том О’Бойл из Metal Hammer писал: «В Bölzer есть красота и грация, подобные которым встречаются редко: исключительная чистота выражения, которая берёт всё лучшее, что есть в блэк-метале, и подстраивает это под свою уникальную волю, неся противоречивую душу под горящими небесами, заставляя всех пасть под её ликующий трепет». Рецензент Metal Storm назвал музыку на альбоме гораздо более «эпической» по сравнению с двумя прошлыми EP, в частности, из-за использования чистого вокала. Однако, по его мнению, вместе с увеличением чистого вокала происходит «общее снижение темпа и отсутствие разнообразия в риффинге», а также, что песням не хватает «запоминаемости и динамики, которые были раньше». Симон Думпельман из Rock Hard писал, что группе удалось создать произведения, которые «действительно цепляют и вдохновляют с каждым разом всё больше». В ежемесячной колонке сайта The Quietus Кез Уилан сравнил развитие Bölzer со швейцарской метал-группой Celtic Frost, и в заключение написал: «По сравнению с предыдущими EP есть заметная эволюция, которая некоторым может показаться раздражающей, но просто примите это как факт, и вы найдёте здесь всё, что вы любили в них, плюс множество новых идей, атмосферных деталей, захватывающих исполнений и, самое главное, блестящих песен».

## Список композиций
| №                   | Название                | Длительность |
| ------------------- | ----------------------- | ------------ |
| 1.                  | «Urðr»                  | 1:04         |
| 2.                  | «The Archer»            | 6:12         |
| 3.                  | «Hero»                  | 7:29         |
| 4.                  | «Phosphor»              | 7:47         |
| 5.                  | «Decima»                | 0:52         |
| 6.                  | «I Am III»              | 9:23         |
| 7.                  | «Spiritual Athleticism» | 5:48         |
| 8.                  | «Chlorophyllia»         | 7:19         |
| 9.                  | «Atropos»               | 0:42         |
| Общая длительность: | Общая длительность:     | 46:38        |

## Участники записи

### Bölzer
- KzR (Окой Терри Джонс) — вокал, гитара
- HzR (Фабиан Вирш) — ударные

### Приглашённые музыканты
- Стурла Видар (Svartidauði) — вокал (трек 4)

### Комментарии
1. ↑  Вероятно, под „девятичастной экзистенциальной областью“ Окой имел ввиду девять миров[англ.] из скандинавской космологии как мифологическую систему устройства мира.
2. ↑  Под „героическим циклом“, судя по всему, подразумевается цикл рассказов о героях как об особых персонажах скандинавской мифологии (по аналогии с героями древнегреческой мифологии).